# Mohamed Said Fofana
Mohamed Said Fofana (Forécariah, 1952) è un politico guineano.
Dal dicembre 2010 al dicembre 2015 ha ricoperto la carica di Primo ministro della Guinea.